# Strada provinciale 11 S. Benedetto
La strada provinciale 11 S. Benedetto è una strada provinciale italiana della città metropolitana di Bologna.

## Percorso
A sud di San Pietro in Casale ha luogo l'incrocio con la SP 4 Galliera dove la SP 11 comincia, incontrando presto la frazione di San Benedetto da cui prende il nome. Entra poi nei comuni di Castello d'Argile e Pieve di Cento, nel cui centro la strada si conclude laddove incontra la SP 42 Centese.